# Juan Sebastián Quintero Becaría
Juan Sebastián Quintero Becaría (Bogotá, 23 de septiembre de 1988) es un actor, empresario, presentador y cantante colombiano. Su reconocimiento lo adquirió desde joven por su actuación en la franja estelar de RCN Televisión en series como Francisco el Matemático, y la producción Isa TK+.

## Carrera

### Como actor y presentador
A la edad de ocho años ingresó a la Fundación Gente de Teatro, entonces dirigida por la actriz colombiana María Cecilia Botero, y en el 2002 entró a la televisión por su participación en comerciales, entre ellos algunos para Fundalectura y para la Presidencia de la República de Colombia. Desde entonces se ha desempeñado como actor y presentador.
Comenzó como actor interpretando múltiples papeles en la serie Expedientes para TV Colombia en el año 2002, que era un programa de crónicas dramatizadas. En el 2003 se integró al elenco de la última temporada de Francisco el Matemático, serie de la franja estelar de RCN Televisión. En el 2004 participó en la segunda versión de La mujer en el espejo, una producción de RTI Colombia para Telemundo. Se inició en la presentación de televisión en el año 2006 en Franja Metro, un programa infantil del Canal Capital donde permaneció hasta el año 2009.
Durante ese periodo, continuó con la actuación; en el 2008, interpretó a Sebastián en la serie Súper Pá, adaptación Colombiana de la serie argentina Grande Pa! Ese mismo año interpretó a Benjamín en la novela Colombiana Muñoz vale por dos de Caracol Televisión. En el 2009 entró al elenco de la segunda temporada de Isa TKM, novela juvenil grabada en Colombia del canal Nickelodeon en coproducción con Sony Pictures Television y Teleset que alcanzó un alto índice de audiencia y una nominación de Kids Choice Awards México. En esta producción interpretó el personaje de Javier Mooner y logró reconocimiento en varios países de Latinoamérica, especialmente en Brasil. Desde 2009 hasta 2012 fue presentador de Play Zone, la franja infantil de Caracol Televisión.

### Como cantante
En 2018 inició una carrera musical paralela a su trayectoria como actor y presentador. En 2020 publicó la canción "Como tú no hay dos", y en abril de 2021 presentó un nuevo sencillo, titulado "Adiós". En entrevista con el Canal RCN, el artista aseguró que se encuentra en proceso su primer álbum musical.

## Vida personal
Quintero está casado con la actriz Johanna Fadul. Estando embarazada de las gemelas Antonella y Anabella, se le adelantó el parto en el séptimo mes de embarazo y no lograron sobrevivir.

## Filmografía

### Televisión
| Año       | Título                            | Personaje               | Canal                       |
| --------- | --------------------------------- | ----------------------- | --------------------------- |
| 2017      | Sobreviviendo a Escobar, alias JJ | Rafael Bautista         | Caracol Televisión          |
| 2016      | Mi amor platonico                 | Beto Bless              | Nawal TV                    |
| 2016      | El tesoro                         | Santiago Devia          | Caracol Televisión          |
| 2011-2012 | Tres milagros                     | Fernando 'Nando' Rendón | Canal RCN                   |
| 2008-2010 | Isa TK+                           | Javier Mooner           | Nickelodeon (Latinoamérica) |
| 2008-2009 | Muñoz vale por 2                  | Benjamín                | Caracol Televisión          |
| 2008      | Súper Pá                          | Juan Camilo             | Canal RCN                   |
| 2006-2007 | Tu voz estéreo                    | Varios personajes       | Caracol Televisión          |
| 2005      | Juego limpio                      | Anthony Paniagua        | Canal RCN                   |
| 2004-2005 | La mujer en el espejo             | Nelson                  | Telemundo                   |
| 2003-2004 | Francisco el Matemático           | Cristian Useche         | Canal RCN                   |
| 2002-2003 | Padres e hijos                    | Johnny                  | Caracol Televisión          |

### Concursos / Realitys
| Año       | Título                | Rol                    | Canal              |
| --------- | --------------------- | ---------------------- | ------------------ |
| 2024      | Los 50                | Concursante            | Telemundo          |
| 2021-2022 | ¿Quién es la máscara? | Ganador                | Canal RCN          |
| 2020      | Pasus3 en Casa        | Invitado               | Youtube            |
| 2017      | Soldados 1.0          | Participante           | Canal RCN          |
| 2015      | 15 minutos Tv         | Participante           | Caracol Televisión |
| 2014-2015 | Zona Uno              | Presentador            | Canal 1            |
| 2009-2012 | Play Zone             | Presentador            | Caracol Televisión |
| 2002-2003 | Expedientes           | Participación especial | Caracol Televisión |
| 1998-2009 | Franja Metro          | Conductor              | Canal Capital      |
| 1997-1998 | Pegados a la Red      | Conductor              | Canal Capital      |

### Cine
| Año   | Título                   | Personaje      | Nota         |
| ----- | ------------------------ | -------------- | ------------ |
| 2014  | Nos vamos pal mundial    | Juan Gabriel   |              |
| 2014  | Secretos                 | Gustavo Bedoya | Largometraje |
| 2013  | ¿Quién eres tu?          | Diego          |              |
| 2009  | Entrevista con la muerte |                | Cortometraje |
| 2008- | Salvación y condena      |                | Cortometraje |